# Erakor Golden Star
El Erakor Golden Star Football Club (o simplemente Erakor Golden Star, también abreviado EGS) es un club de fútbol de la ciudad de Port Vila, Vanuatu. Disputa la Primera División de Vanuatu, competición que ganó en 2016. Juega de local en el Port Vila Stadium, con capacidad para 6500 espectadores.

## Palmarés
- Liga de Fútbol de Port Vila (2): 1989

y 2016.